# България на ПК „Детска Евровизия“
България е участвала общо 7 пъти в Детския песенен конкурс „Евровизия“.
Дебютът през 2007 г. е последван от пропускане през 2009 г., завръщане през 2011 г. и отново пропускане през 2012 г. През 2014 г. Крисия Тодорова представи България на конкурса със песента „Планетата на децата“, която достига второ място. През 2016 г., Лидия Ганева представи България със песента „Вълшебен ден“.
След пет годишна пауза, през 2021 г., БНТ обяви че ще се завърне във конкурса. Денислава и Мартин представиха България със песента „Voice of Love“. От 2022 г. към 2024 г., България не са обявили завръщане в конкурса.

## Домакин
| Година | Град  | Място        | Водещ       |
| ------ | ----- | ------------ | ----------- |
| 2015   | София | Арена Армеец | Поли Генова |

След като италианската обществена телевизия RAI отказва да приеме конкурса през 2015 г., Европейският съвет за радио и телевизия предлага на заелата второ място България да организира конкурса в София в зала „Арена Армеец“. Конкурсът се проведе на 21 ноември 2015 г., където Габриела Йорданова и Иван Стоянов се класират на девето място.

## Участници
| Година                               | Място                 | Изпълнител/и                     | Песен                 | Място | Точки |
| ------------------------------------ | --------------------- | -------------------------------- | --------------------- | ----- | ----- |
| 2007                                 | Нидерландия, Ротердам | Бон-Бон                          | „Бонболандия“         | 7     | 86    |
| 2008                                 | Кипър, Лимасол        | Кристиана Кръстева               | „Една мечта“          | 15    | 15    |
| България не участва през 2009 и 2010 |                       |                                  |                       |       |       |
| 2011                                 | Армения, Ереван       | Иван Иванов                      | „Супергерой“          | 8     | 60    |
| България не участва през 2012 и 2013 |                       |                                  |                       |       |       |
| 2014                                 | Малта, Марса          | Крисия, Хасан и Ибрахим Игнатови | „Планетата на децата“ | 2     | 147   |
| 2015 (домакин)                       | България, София       | Габриела Йорданова, Иван Стоянов | „Цветът на надеждата“ | 9     | 62    |
| 2016                                 | Малта, Валета         | Лидия Ганева                     | „Вълшебен ден“        | 9     | 161   |
| България не участва от 2017 до 2020  |                       |                                  |                       |       |       |
| 2021                                 | Франция, Париж        | Денислава и Мартин               | „Voice of Love“       | 16    | 77    |
| България не участва от 2022 до 2024  |                       |                                  |                       |       |       |